# Mariana de Silva-Bazán y Sarmiento
Mariana Pilar de Silva-Bazán y Arcos-Meneses de Sarmiento (Madrid, 14 d'octubre de 1739-17 de gener de 1784) va ser una aristòcrata, pintora, escriptora i traductora espanyola, acadèmica d'honor i directora honorària de pintura de la Reial Acadèmia de Belles Arts de Sant Ferran.

## Biografia

### Orígens
Va néixer a Madrid el 14 d'octubre de 1739 i va rebre el bateig el mateix dia a la parròquia de San Sebastián. Era filla de Pedro Artal de Silva-Bazán, marquès de Santa Cruz, entre d'altres títols, i María Cayetana Sarmiento, marquesa d'Arcicóllar i comtessa de Pie de Concha.

### Acadèmica de Sant Ferran
Probablement va rebre una educació refinada, incloent-hi llengües estrangeres i coneixements artístics. Silva-Bazán va sobresortir en el camp de la pintura, i atesa la seva habilitat i mèrit, així com al seu origen noble, va ser nomenada acadèmica d'honor de la Reial Acadèmia de Belles Arts de Sant Ferran el 20 de juliol de 1766, amb veu, vot i seient preeminent a totes les juntes de la institució, i més endavant directora honorària de pintura, malgrat que aquesta distinció era més teòrica que pràctica, ja que no era obligatòria l'assistència a les reunions. Amb tot, és una de les poques dones que va rebre una distinció d'aquesta institució al llarg del segle xviii, que només ho va fer extensiu a trenta-una. El 1770 l'acadèmia va concedir-li un diploma especial, enviat en blanc des de l'Acadèmia Imperial d'Arts de Sant Petersburg per a un dels socis de Sant Ferran, un reconeixement més de figures femenines excepcionals, però que en aquell moment no implicaven cap mena d'igualtat amb els homes.

### Activitat literària
A més de pintora, hom afirma que també va ser una dona erudita i escriptora. Va conrear la poesia i va traduir del francès diverses tragèdies i altres obres. Tanmateix, sembla que aquests textos van quedar inèdits i no es van conservar. Aquest ambient culte entre les dones de l'aristocràcia de l'època era força habitual, però també la dissuasió a l'hora de publicar, perquè es creia que això el convertia en un fet plebeu.

### Mort
Va morir al barri de San Salvador de Madrid el 17 de gener de 1784. Havia atorgat testament a la capital el 1775, davant el notari Félix Rodríguez.

## Matrimonis
Va casar-se tres vegades. El 1757 va casar-se a Madrid amb Francisco de Paula de Silva y Álvarez de Toledo, duc de Huéscar i primogènit del duc d'Alba, amb qui va tenir una filla, María Teresa de Silva, que esdevindria més endavant duquessa d'Alba, que heretà el títol del seu avi el 1776. El 1770 enviudà del duc de Huéscar, i es va casar en segones núpcies el 1775 amb Juan Joaquín Fernández de Heredia, comte de Fuentes, i encara en terceres núpcies el 1778 amb Antonio Ponce de León, duc d'Arcos.